# Димитрий Псаротеодоропулос
Димитрий (на гръцки: Δημήτριος) е гръцки духовник, солунски митрополит на гръцката старостилна Църква на истинно-православните християни на Гърция (Синод на Матей).

## Биография
Роден e в 1902 година в Галаксиди, Гърция, със светското име Димос Псаротеодоропулос (Δήμος Ψαρωθεοδωρόπουλος). Завършва средно образование и започва да се занимава с търговия в Пирея. След приемането на новия стил от Църквата на Гърция в 1924 година, се включва в старостилното движение. При разделението на движението в 1937 година на „хрисостомци“ и „матеевци“ поддържа епископ Матей Врестенски.
В 1942 година Димос Псаротеодоропулос става послушник в старостиния манастир „Преображение Господне“ в село Кувара на Атика, където и се замонашва под името Димитрий. В 1947 година епископ Матей Врестенски го ръкополага за йеродякон и йеромонах. При сформирането на Матеевия синод на Църквата на истинно-православните християни на Гърция в 1948 година е ръкоположен за солунски епископ от епископ Матей Врестенски, епископ Спиридон Тримитунтски и епископ Андрей Патренски. След смъртта на епископ Матей в 1950 година, Димитрий е избран за наместник на архиепископския престол, до избора на нов архиепископ в 1958 година. За тези осем години начело на синода ръкополага единадесет архиереи и осветява много храмове.
Димитрий Солунски умира на 31 декември 1976 година.